# God of Love
God of Love é um filme de drama em curta-metragem estadunidense de 2009 dirigido e escrito por Luke Matheny. Venceu o Oscar de melhor curta-metragem em live action na edição de 2010.

## Elenco
- Luke Matheny - Ray
- Marian Brock - Kelly
- Christopher Hirsh - Fozzie
- Emily Young - Angela
- Miguel Rosales - Frank
- Mark Gessner - Bartender